# Трамвай в Йоханнесбурге
Трамвай в Йоханнесбурге — вид городского общественного транспорта, который работал в Йоханнесбурге с 1891 по 1961 год.

## История
История йоханнесбурского трамвая начинается в 1889 году, когда инженер Уильям Генри начал прокладку первой трамвайной линии в районе Борнмут.
2 февраля 1891 года, была открыта шестикилометровая конка которая соединила Хейдилбург и Растенбург. В июле 1904 году в Йоханнесбурге была создана муниципальная трамвайная компания. В начале 1905 года начата электрификация трамвайных линий на маршруте от Рыночной площади до Сиемерт, а с 14 февраля 1906 года, трамвайная система Йоханнесбурга перешла на электрическую энергию, хотя конка продолжала свое существование. В последний раз конка прошла свой маршрут в районе Брамфонтейн 14 июля 1906 года (через пять месяцев после внедрения электрического трамвая). К концу 1906 года 14 трамвайных маршрутов были сданы в эксплуатацию.
Так как трамвайная система в Йоханнесбурге была построена в то время когда ЮАР была британской колонией во многом она имела британский характер. Например в Йоханнесбурге были распространены двухэтажные трамваи. Также особенностью йоханнесбурской трамвайной системы было то, что она имела европейскую ширину колеи (1435 мм), в то время как на железных дорогах Южной Африки использовалась ширина колеи 1067 мм.
21 января 1911 года начинается первая забастовка работников трамвайного депо, которая впоследствии перерастает в всеобщую забастовку которая началась 13 января 1914 года и вызвала введение военного положения в городе.
К 1925 году длина трамвайных путей достигла 136 км на которых работал 191 трамвай.
26 августа 1936 года была открыта йоханнесбургская троллейбусная система, которая дополнила трамвайную систему города. До Второй мировой войны было выпущено 242 трамвайных вагона, а также 138 моторных автобусов и 38 троллейбусов, которые обслуживали маршрутные линии Йоханнесбурга.
Трамвайная сеть Йоханнесбурга стала самой большой трамвайной системой в Африке. Она охватывала не только непосредственную территорию агломерации, но и выходила за его пределы соединяя электрическими трамвайными линиями город с находящимися неподалеку шахтами.
В 1954 году властями города было принято решение, что большинство трамваев пришли в негодность из-за долгого срока эксплуатации, поэтому в течение семи лет трамвайные маршруты следует заменить на троллейбусные . В последний раз трамвай в Йоханнесбурге вышел на маршрут 18 марта 1961 года, после этого линии трамвайных путей были разобраны. Трамвайная система в Йоханнесбурге прекратила своё существование 2 августа 1961 года.